# 우에키 리코
우에키 리코(일본어: 植木 理子, 1999년 7월 30일 ~ )는 일본의 여자 축구 선수로 현재 WE 리그의 도쿄 베르디 벨레자에서 공격수로 활약하고 있다.

## 어린 시절
2011년 FIFA 여자 월드컵에서 일본이 세계 최강 미국을 상대로 극적인 우승을 차지했던 2011년 7월 17일부터 본격적으로 축구를 시작했다.

## 클럽 경력

### 도쿄 베르디 벨레자

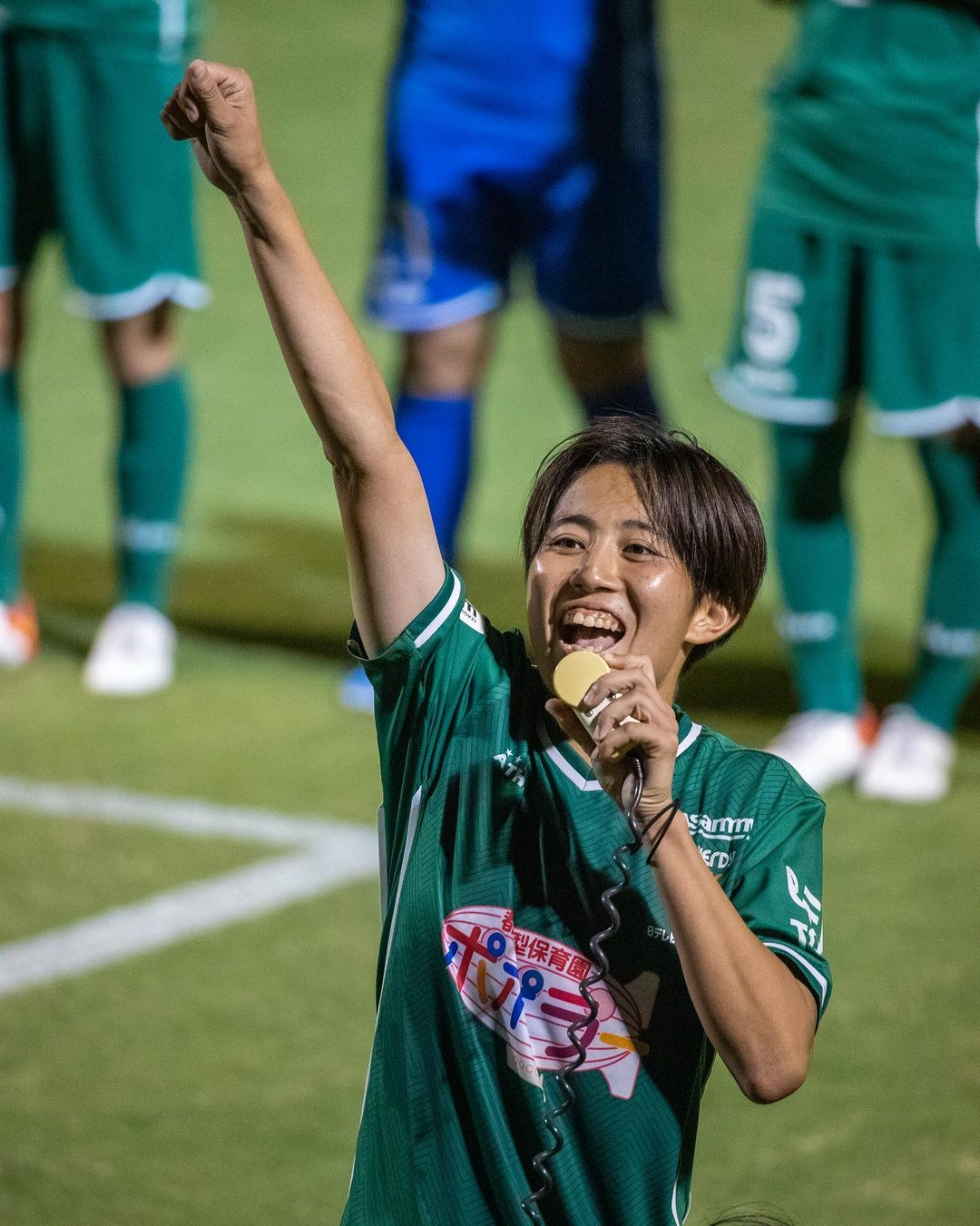

2016년 17세의 어린 나이에 도쿄 베르디 벨레자 입단을 통해 프로에 입문한 뒤 나데시코 리그 디비전 1 4연패(2016 ~ 2019) 및 2020 시즌 3위, 황후배 4연패(2017 ~ 2020)를 비롯해 5번의 우승 및 2016 시즌 4강, 2시즌 연속 WE 리그 3위(2020-21, 2022-23), WE 리그컵 3회 우승(2016, 2018, 2019) 및 1회 준우승(2022-23)과 2017 시즌 4강 진출, 나데시코 리그컵 3회 우승(2016, 2018, 2019), 2019년 AFC 여자 클럽 챔피언십 우승 등의 성과를 거두었고 2021-22 시즌에는 WE 리그 최우수선수에도 선정되기도 했으며 2022-23 시즌에는 WE 리그 득점왕에 오르는 등 현재까지도 도쿄 베르디 벨레자의 주축 공격수로 활약하고 있다.

## 국가대표팀 경력
2016년 FIFA U-17 여자 월드컵 준우승, 2018년 FIFA U-20 여자 월드컵 우승에 기여했다.
그녀는 2019년 4월 4일 프랑스과의 경기에서 일본 국가대표팀에 데뷔했다. 2023년 FIFA 여자 월드컵, 2024년 하계 올림픽에도 출전했다.

## 통계
| 일본 | 일본 | 일본 |
| 연도 | 출전 | 득점 |
| ---- | ---- | ---- |
| 2019 | 3    | 0    |
| 2020 | 2    | 0    |
| 2021 | 1    | 0    |
| 2022 | 11   | 8    |
| 2023 | 13   | 3    |
| 2024 | 10   | 1    |
| 통산 | 40   | 12   |